# Begonia tenera
Espèce
Synonymes
- Begonia tenera var. thwaitesii (Hook.) Jayas.[1]
- Begonia zeylanica Van Houtte ex Klotzsch[1]
- Reichenheimia thwaitesii (Hook.) Klotzsch[1]
- Reichenheimia zeylanica Klotzsch[1]

Begonia tenera est une espèce de plantes de la famille des Begoniaceae. Ce bégonia est originaire du Sri Lanka. L'espèce fait partie de la section Reichenheimia. Elle a été décrite en 1791 par Jonas Carlsson Dryander (1748-1810). L'épithète spécifique tenera signifie « mince, doux »

## Répartition géographique
Cette espèce est originaire du pays suivant : Sri Lanka.

## Liste des variétés
Selon Tropicos (23 février 2017) (Attention liste brute contenant possiblement des synonymes) :
- variété Begonia tenera var. tenera
- variété Begonia tenera var. thwaitesii (Hook.) Jayas.